# حارة البقر (الحصن)
حارة البقر هي إحدى حارات حي 7 أكتوبر بمدينة الحصن التابعة لمحافظة أبين، بلغ تعداد سكانها 1134 نسمة حسب تعداد اليمن لعام 2004.